# Gaetano Canelles
Gaetano Canelles (Cagliari, 11 de enero de 1876 – Cagliari,, 2 de abril de 1942 ) fue un poeta y magistrado italiano, una personalidad destacada de Cagliari de la primera mitad del siglo XX.

## Biografía
Perteneciente a una familia histórica de Cagliari, Don Tatàno nació de Don Efisio y Donna Anna Ballero en el distrito Castello de Cagliari. Se licenció en Derecho en la Universidad de Cagliari y pronto inició su carrera jurídica, favorecido por la amplia cultura histórica y literaria (entre sus antepasados directos podemos mencionar a Giuseppe Zatrillas, uno de los escritores españoles más famosos del siglo XVII).
Personalidad destacada de la sociedad cagliariense, se distinguió por haber compuesto varias obras poéticas tanto en casteddaiu, la versión de su barrio (y que tiene tradiciones literarias) de la lengua sarda campidanesa como en el popular cagliaritano.
Tuvo mucha notoriedad como fiscal pero su mayor celebridad la alcanzó componiendo poemas y composiciones en versos populares, contando y describiendo de manera a veces provocativa la vida y la sociedad de Cagliari en plena transformación tras el final de la Primera Guerra Mundial
Se dedicó a diversos estudios jurídicos; su publicación referente es de 1904
En la década de 1930 ocupó el cargo de fiscal general adjunto del rey en el tribunal de apelación de Cerdeña .

## Boda
Se casó en 1900 con Regina Cocco Alberti, perteneciente a la alta burguesía de Cagliari, de la que tuvo a Enrica, Caterina, Anna y Efisio. Su esposa y Enrica murieron prematuramente a los pocos años. Posteriormente se volvió a casar con Giuseppina Puddu, perteneciente a una familia noble originaria de Marmilla, de la que tuvo a Maria Priama, Nicolò, Maria Cecilia y Cosimo .

## Poemas
Las obras están llenas de contrastes emocionales, sociales y morales, a menudo unidos por una vena de humor sutil y cortante. Los temas tratados están fuertemente vinculados a los lugares contados y a los personajes descritos, a menudo contextualizados en la sociedad cagliaritana de los años veinte y treinta del siglo XX.
- A sa pischera de Ponti
- Is tempus de oi ( Hoy en día )
- Sa litturina ( La littorina )
- Sant'Efis ( Sant'Efisio )
- Sordaus avieris e marineris ( Soldados, aviadores y marineros )
- Su "don" de is preris sardus ( El "don" de los sacerdotes sardos )
- Su majolu ( El "majolo" )
- Acerca de "Surcu"
- A Pinella

## Ensayos
- Sull'applicabilità del primo capoverso dell'art. 203 del Codice penale, C. Tessitori, 1904.

## Artículos relacionados
- Canelles